# Zamrznuté pleso
Zamrznuté pleso je karovo-morénové ledovcové jezero v Litvorové dolině jež je nejvyšší částí Bielovodské doliny ve Vysokých Tatrách na Slovensku. Pleso má rozlohu 1,1395 ha a je 208 m dlouhé a 78 m široké. Dosahuje hloubky 10,8 m a objemu 43 388 m³. Leží v nadmořské výšce 2040 m.

## Vodní režim
Pleso bývá pokryté ledem do pozdního léta a v některých letech po celý rok. Nemá povrchový přítok ani odtok a voda z něj odtéká pod čelní morénou a přes Litvorovou priehybu do Litvorového plesa a rovněž pod zemí i do Svišťové doliny. Rozměry jezera v průběhu času zachycuje tabulka:
| Rok     | Měření prováděl         | Rozloha ha | Délka m | Šířka m | Hloubka max.m | Objem m³ |
| ------- | ----------------------- | ---------- | ------- | ------- | ------------- | -------- |
| 1929    | J. Schaffer, F. Stummer | 0,9846     | 195     | 74      | 11,3          | [ 2 ]    |
| 1934    | Józef Szaflarski        | 0,952      | 194     | 70      | 11,2          | [ 2 ]    |
| 1961–67 | pracovníci TANAPu       | 1,110      | 208     | 78      | 11,3          | [ 2 ]    |
| 2005    | Gregor, Pacl            | 1,1395     | [ 2 ]   | [ 2 ]   | 10,8          | 43 388   |

## Okolí
Pleso se nachází v Zamrznutém kotli. Na východě se zvedají stěny Východní Vysoké, sedlo Prielom a Divá veža. Na jihu se nachází sedlo Poľský hrebeň, ze kterého hřeben pokračuje na západ k Velickému štítu. Na západě za morénou klesá Litvorová dolina a na severu Svišťová dolina. Okolí jezera je kamenité.

## Přístup
Pleso je veřejnosti přístupné každoročně v období od 16. června do 31. října. Pěší přístup je možný:
- Po modré turistické značce z Lysé Poľany (4 hodiny).
- Po modré turistické značce od Zbojnícke chaty (2 hodin).
- Po zelené a modré turistické značce od Sliezkého domu (2,5 hodiny).